# An Melis
An Melis (Geel, 22 oktober 1965) is een Belgisch auteur en illustratrice. An Melis heeft twee bekende prentenboekenreeksen: Hekselien en Belle Beer.
An Melis volgde een kunstopleiding en studeerde af als kleuterleidster. Ze startte bij uitgeverij Abimo met het maken van nieuwjaarsbrieven. Na enkele jaren kreeg ze de kans om een volwaardige prentenboekenreeks te maken. 
An Melis trekt door het Vlaamse land met een verteltheater waarbij ze de verhalen van Hekselien en Belle Beer voorleest. Ze heeft ook een cd gemaakt met eigen Hekselien-liedjes met bijbehorende activiteitenmap voor de kleuterschool.
In 2013 richtte ze Uitgeverij Ikko op om een eigen collectie van nieuwjaarsbrieven te kunnen uitbrengen. Deze worden verdeeld in de kleuter- en basisscholen in heel Vlaanderen. Haar boeken werden vertaald in Taiwan, Zuid-Korea, China, Thailand, Saoudi-Arabië, Zuid-Afrika, Griekenland, Duitsland, Slovenië, Zweden en Noorwegen.